# Isola Polvese

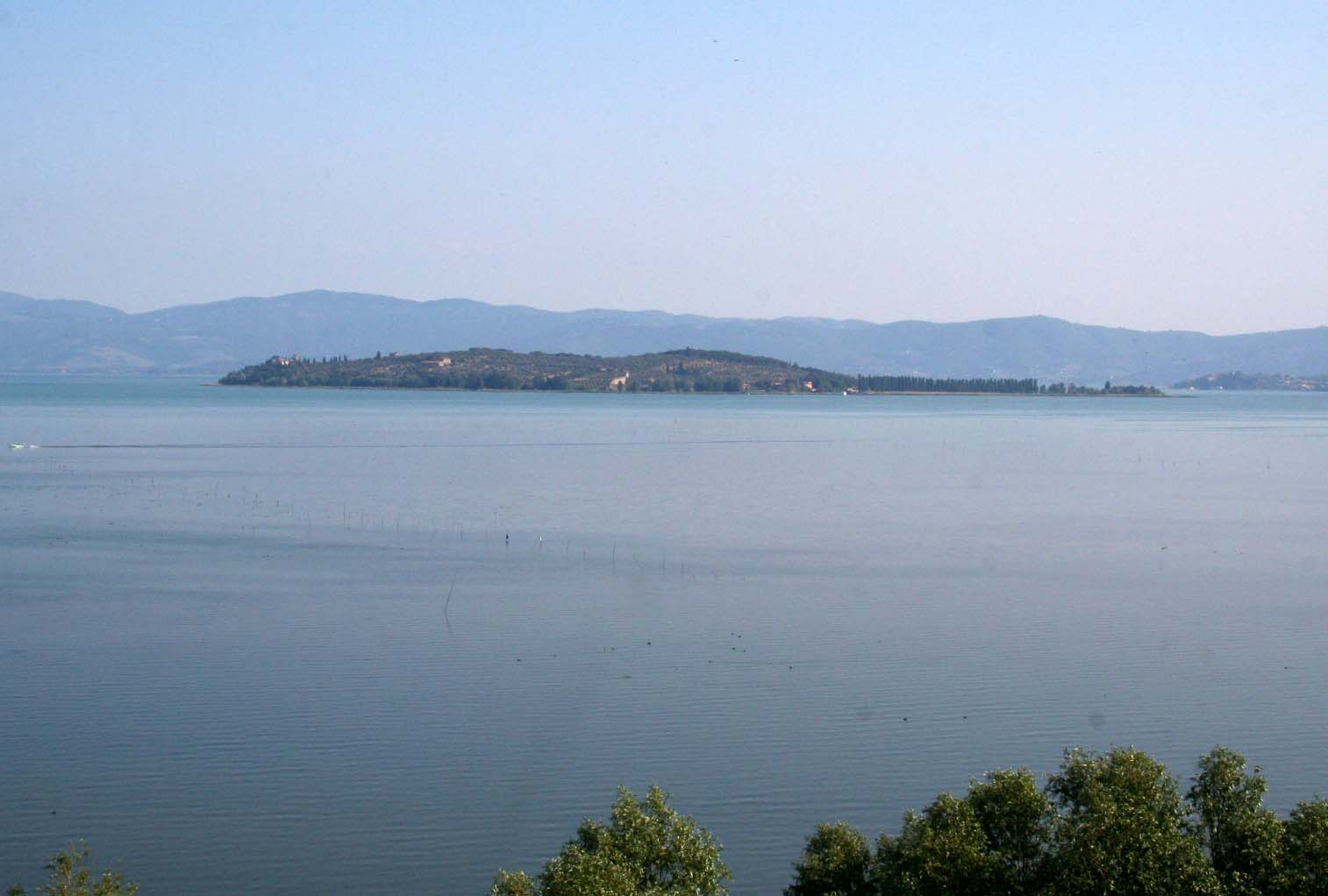
Isola Polvese

Het Isola Polvese (Polvese eiland) is een eiland in het zuidoosten van het Trasimeense Meer op de grens van Toscane en Umbrië. Het eiland is het grootste van de drie eilanden in het meer en van bijzondere waarde op historisch en natuurgebied. Het is een wetenschappelijk-didactisch park (Parco Scientifico Didattico di Isola Polvese) als onderdeel van het Trasimeno Regionaal Park (Parco del Lago Trasimeno). Het eiland maakt deel uit van Castiglione del Lago in de provincie Perugia.